# 世界を変えた100枚の写真
『ライフ: 世界を変えた100枚の写真』（ライフ: せかいをかえたひゃくまいのしゃしん、Life: 100 Photographs that Changed The World）は、アメリカ合衆国のグラフ雑誌『ライフ』誌の編集部が選定した、世界に変革をもたらしたと考えられる写真100枚を収録した、2003年の書籍（写真集）である。

## 歴史
このプロジェクトは、2003年に『ライフ』誌のウェブサイトとオンラインマガジン『デジタル・ジャーナリスト』に投稿された「写真は文学と同じような歴史的効果を生み出すことができるか?」という質問から始まった。この質問は数週間にわたってウェブサイト上で公開され、訪問者が自由に回答できるようになっていた。ほとんどの回答はこの意見に賛同するものだった。しかし、ドキュメンタリー写真家のジョシュア・ハルニはこの意見に反論し、「写真は間違いなく私たちを鼓舞することができるが、文章はどんな写真よりも想像力をより深く刺激することができる。写真の内容は、そのフレームの中に存在するものに限定されている」と述べた。
『ライフ』誌の編集部は、「写真の影響を及ぼす性質と、それが限られたものかのか広大なのかについて、いくつかの解決に到達するためだけであれば、世界を変えた写真のコレクションは熟考する価値がある」と判断した。一般の人々から受け付けたノミネート作品の中から、編集部によって100枚の写真が選定された。選ばれたのは、写真の技術の成果を表現した写真、歴史的な出来事や成果を記録した写真、文化的アイコンや象徴的な地位を有する写真である。ロバート・サリバンと写真編集者のバーバラ・ベイカー・バローズが編集し、タイム・ホームエンターテイメント社から出版された。2011年8月9日に改訂版が発行された。

## 内容
作品は、4つの主要な章とそれに付随する3つの小節に分かれている。主要な章は以下の通りである。
- 芸術（19世紀を通しての写真の進化と、その後の文化的搾取への応用に焦点を当てた）
- 社会（政治的、社会的、文化的、環境的な問題に対する一般の人々の認識を変えた瞬間を捉えた写真の記録）
- 戦争（紛争の重要な瞬間とそれに伴う暴力）
- 科学と自然（技術的な勝利、敗北、恐怖を捉えたもの）

3つの小節は以下の通りである。
- 写真芸術（写真を主な媒体とする芸術家の初期の作品）
- トリック写真（写真を使った悪名高い詐欺）
- ストップアクション（実際の映画フィルムから撮影した写真）

## 写真
収録されている写真の中には、王小亭が1937年に撮影した『上海南駅の赤ん坊』のように、より大きな出来事と関連付けられているものもある。この写真は、第二次上海事変の上海爆撃を代表するものである。その他の写真は、ロジャー・フェントンやアレクサンダー・ガードナーのクリミア戦争や南北戦争の画期的な記録など、より大きな歴史的コレクションからの抜粋である。写真の余白には、それぞれの写真の状況的背景や、その写真が演出されたものであると非難されたことなどが記されている。

## ギャラリー
この本に掲載された写真の一部を以下に挙げる。

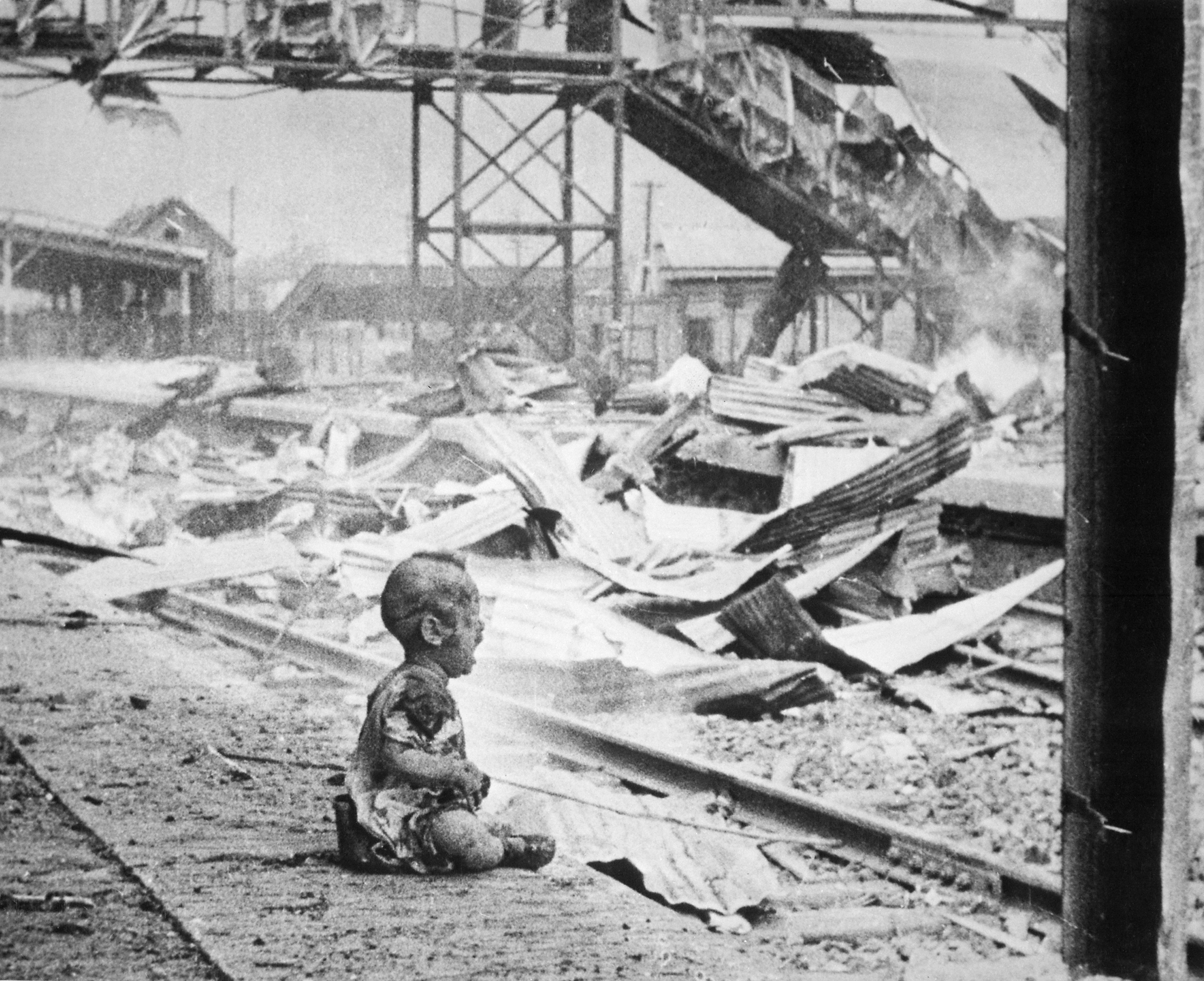
『上海南駅の赤ん坊』（第二次上海事変）
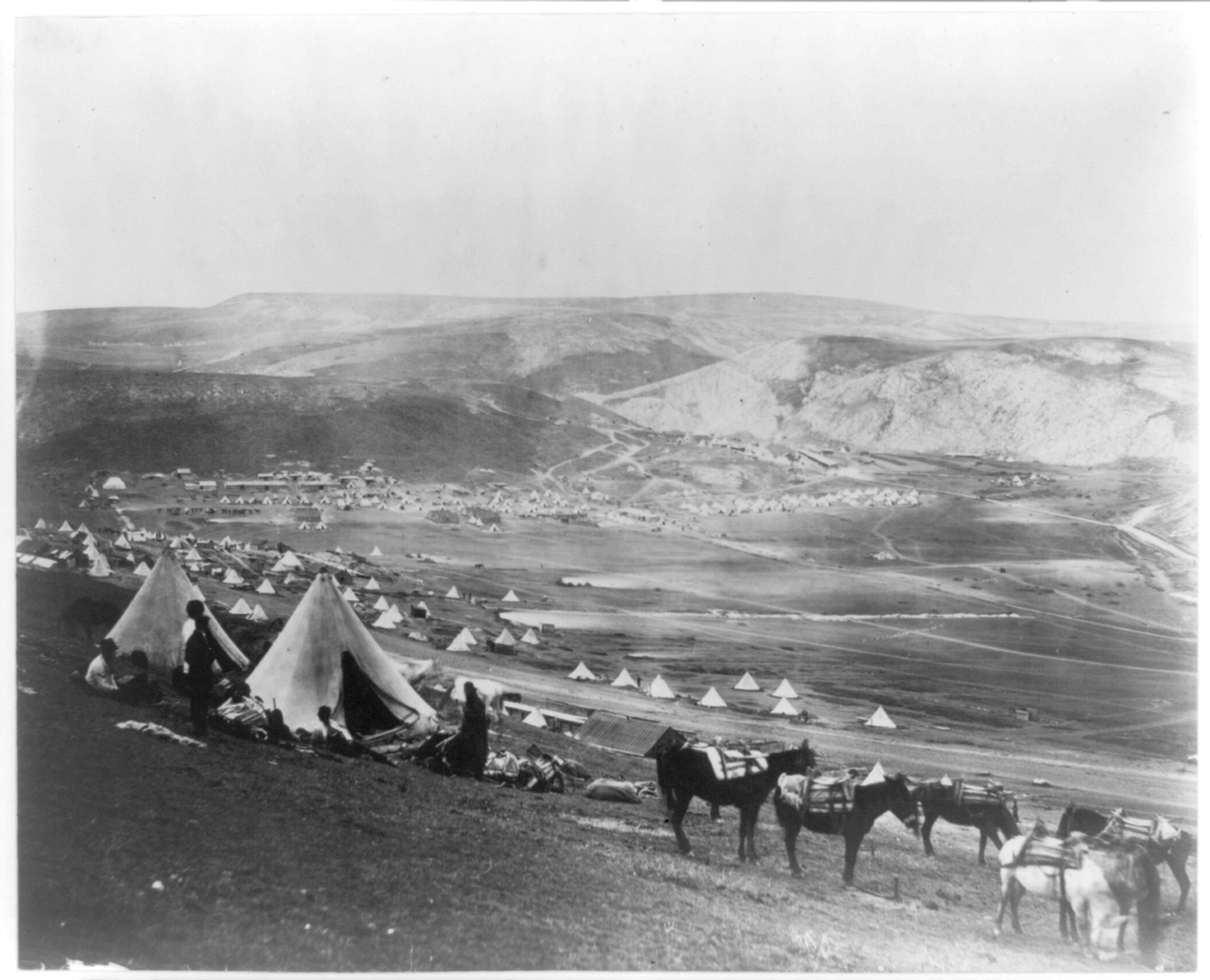
『バラクラスキーの騎兵営所』（クリミア戦争）
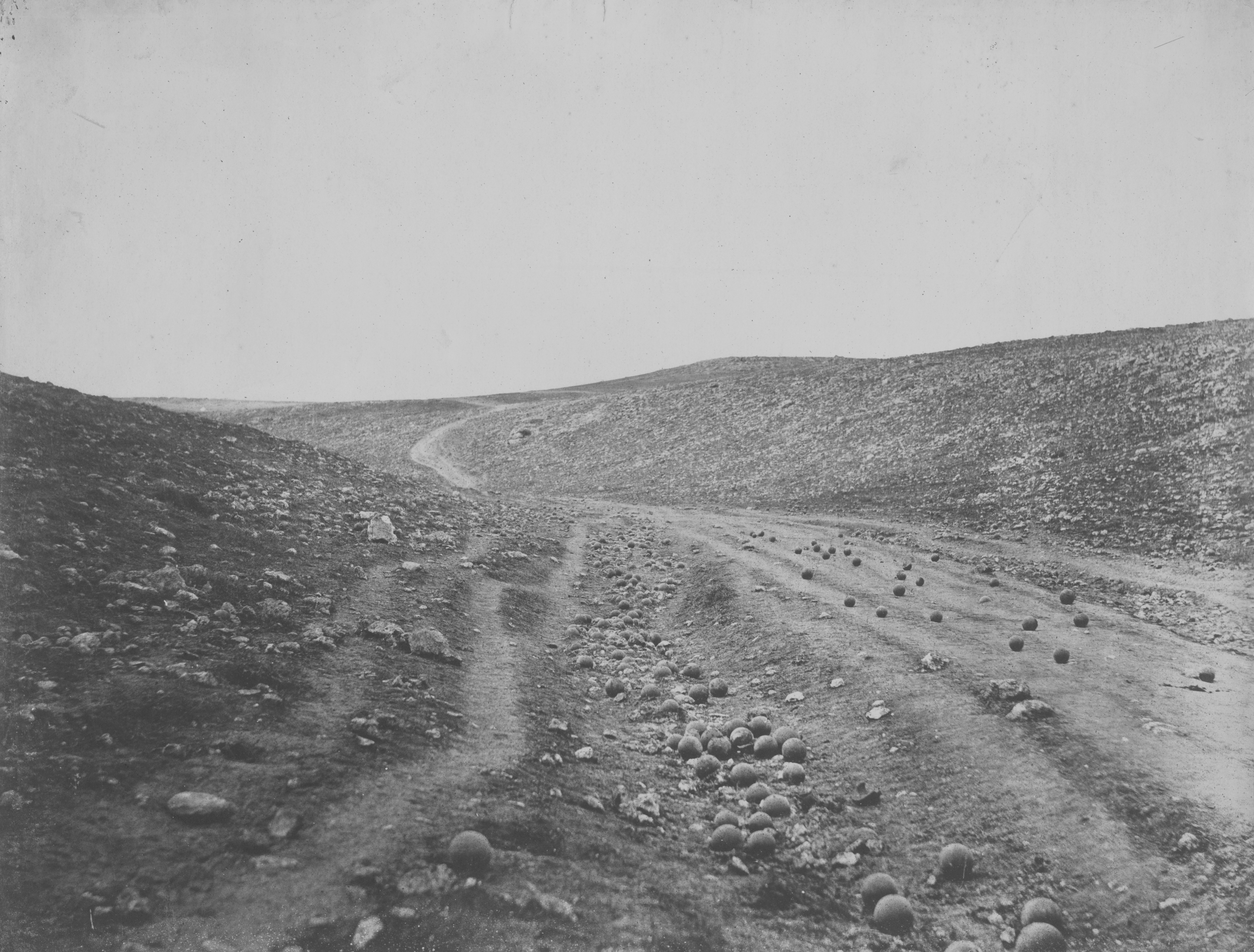
『死の陰の谷』（クリミア戦争・セヴァストポリ包囲戦）
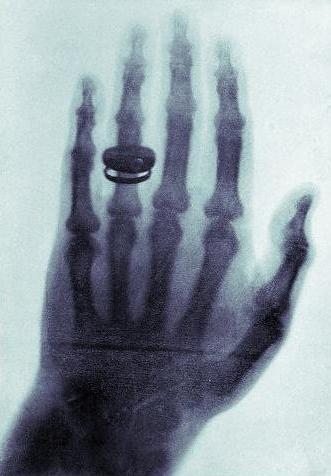
ヴィルヘルム・レントゲンによるX線写真
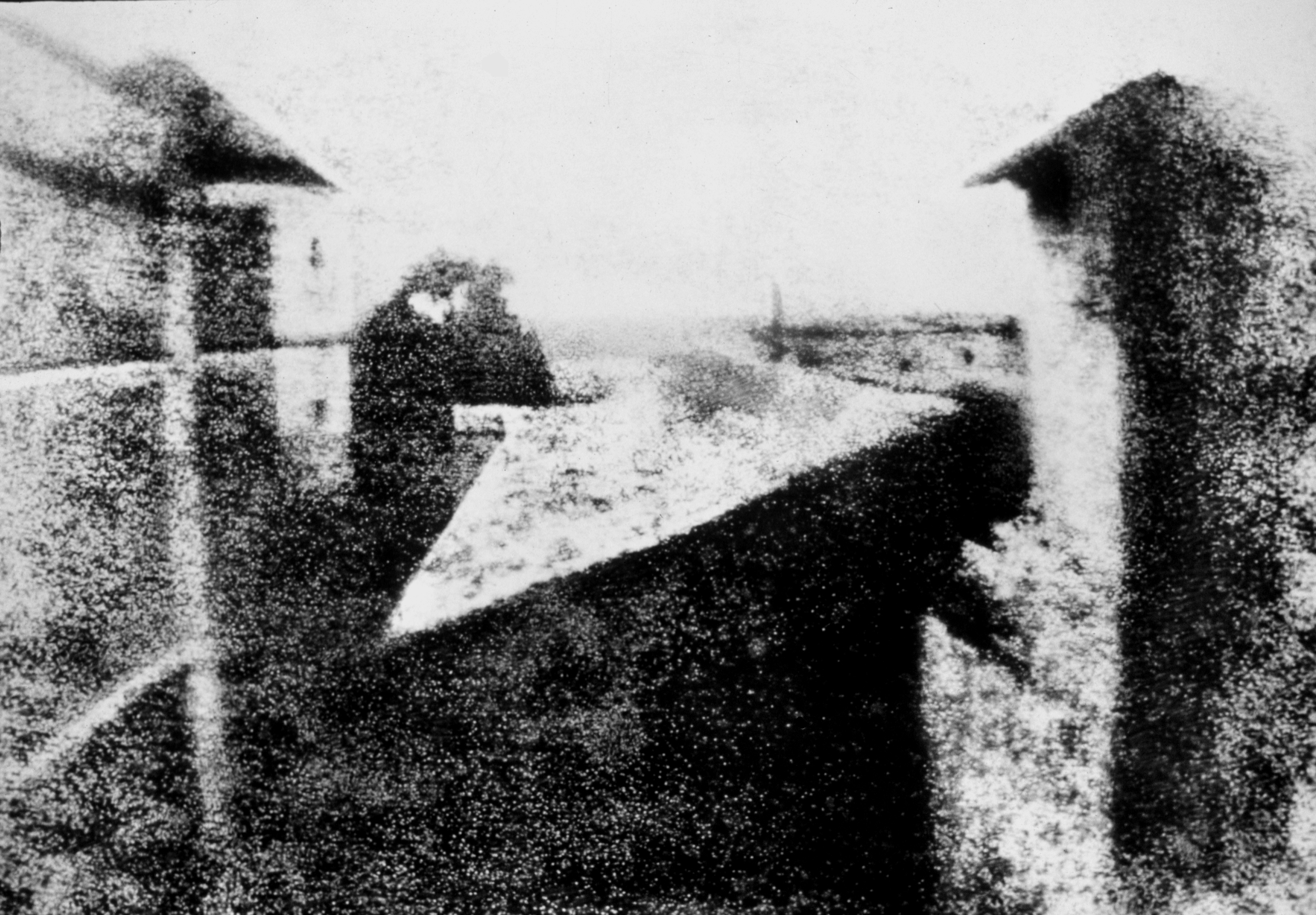
『ル・グラの窓からの眺め』
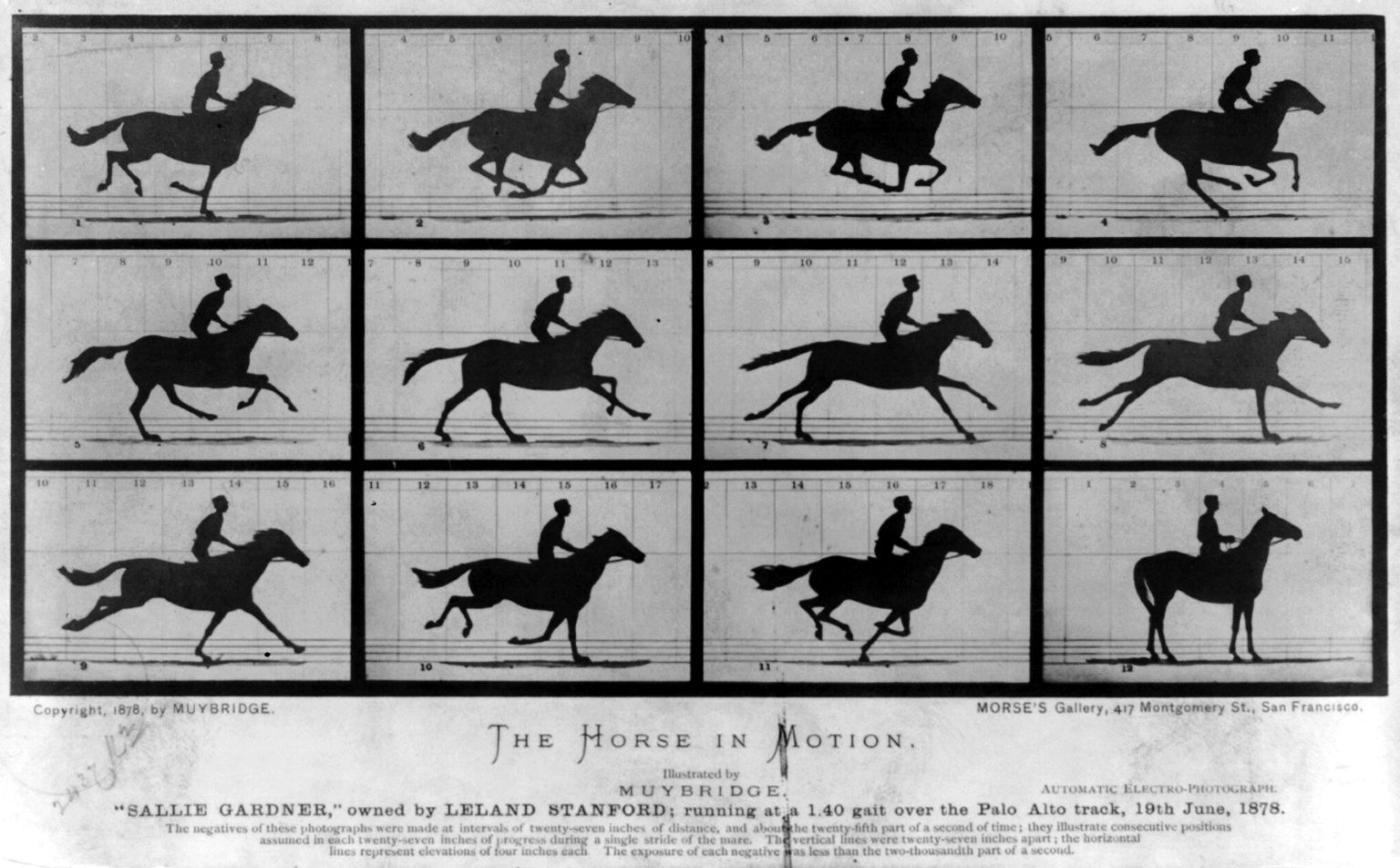
エドワード・マイブリッジの『動く馬』
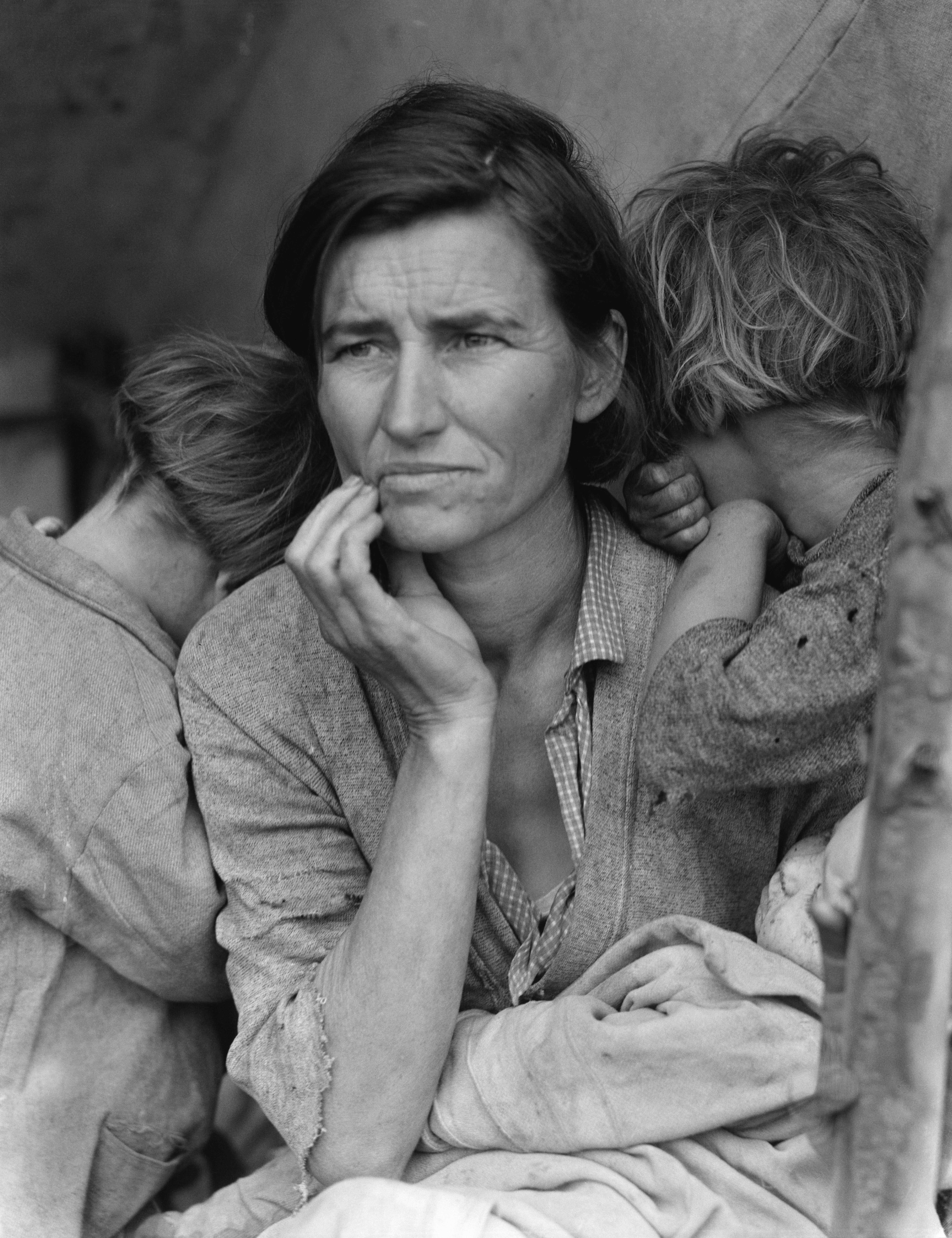
『移民の母（英語版）』
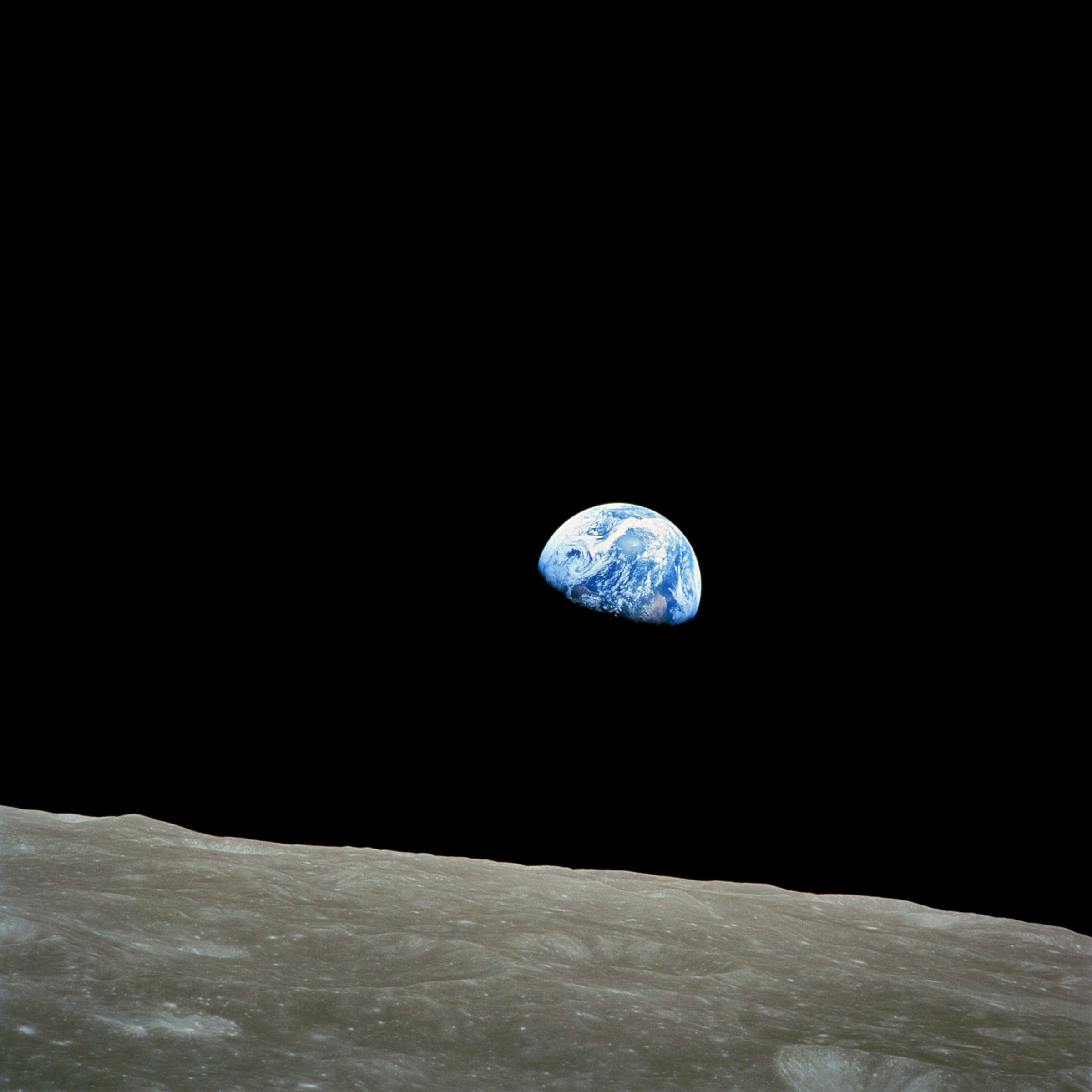
『地球の出』